# Georges Hayem

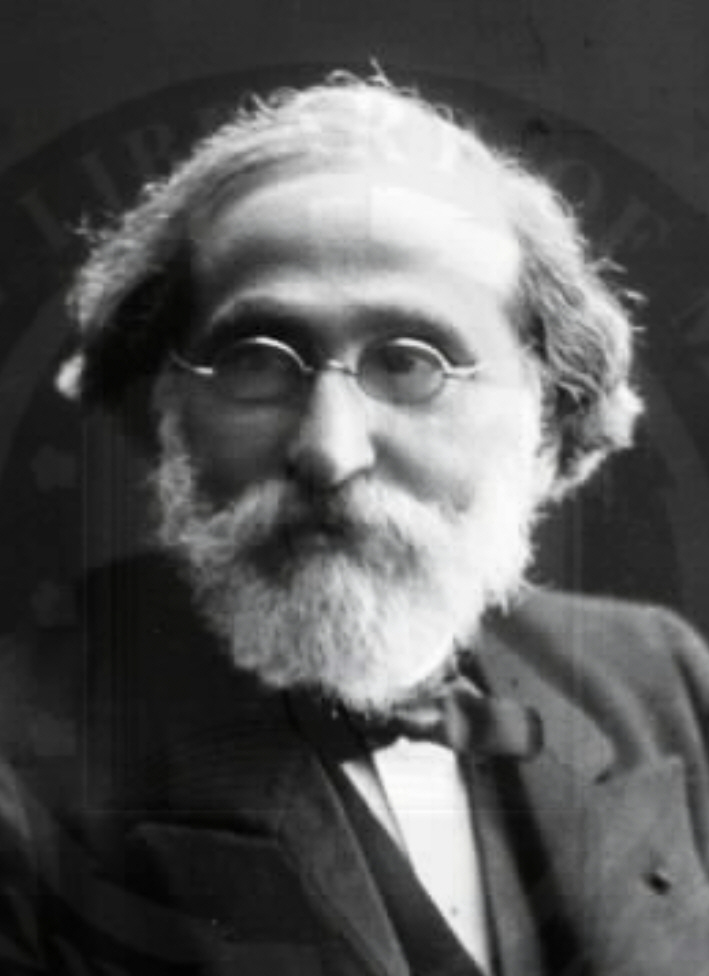
Georges Hayem, vor 1930

Georges Hayem (* 25. November 1841 in Paris; † 28. August 1933 oder 1935 ebenda) war ein französischer Internist und Hämatologe.

## Leben
Hayem studierte in Paris Medizin, wo er 1868 zum Dr. med. promoviert wurde. 1872 wurde er zum Professeur agrégé (außerordentlicher Professor), sowie zum Médecin des hôpitaux (Zulassung an allen Krankenhäusern) ernannt. Von 1878 bis 1911 lehrte und forschte er am Hôpital Tenon. 1879 wurde er zum Professor der Therapeutik und der Materia medica ernannt. In die Académie de Médecine wurde er 1886 gewählt. 1893 wurde er ordentlicher Professor der Klinischen Medizin. 1911 wurde Hayem emeritiert, er blieb jedoch noch bis 1917 Arzt am Hôpital St. Antoine. 1917 wurde er zum Vizepräsidenten der Académie de Médicine gewählt und zum Kommandeur der Ehrenlegion ernannt.

## Werk
Hayem gilt als der Begründer der französischen Hämatologie. Er entwickelte die sogenannte Hayemsche Lösung, die bis zum heutigen Tag zur Zählung der roten Blutkörperchen (Erythrozyten) verwendet wird. Er beschrieb als Erster die chronische interstitielle Hepatitis und den erworbenen hämolytischen Ikterus (Gelbsucht). Er und Rudolf Jaksch von Wartenhorst beschrieben 1889 die Anaemia pseudoleucaemica. Die Hämolytische Anämie trug früher den Namen Hayem-Widal-Syndrom. Zweiter Namensgeber war der französische Bakteriologe Georges-Fernand Widal.

## Schriften
- Traitment du cholera. G. Masson, Paris 1885.
- Du sang et ses altérations anatomiques. G. Masson, Paris 1889.
- Lecons cliniques sur les maladies du sang. G. Masson, Paris 1900.